# 다곰바족
다곰바족(영어: Dagombas)은 가나 북부에 거주하는 민족으로 약 130만 명이 살고 있다. 사헬 남쪽의 드문드문한 사바나 지대에 살며, 구르어군에 속하는 다그바니어를 쓰고 그 화자는 백만여 명이 있다. 다곰바족은 오늘날 부르키나파소 중부 지방에 살고 있는 모시족과 역사적으로 연관이 있다. 가나 북부에는 전통 왕국이자 다곰바족의 터전인 다그본 왕국이 있다.

## 역사
다곰바족의 기원은 모시족에서부터 시작한다. 다그본 왕국은 나 그베와가 세운 것으로 알려져 있다. 다곰바족은 이야기를 타악기 등의 악기로 구전하는 민족 가운데 하나로, 다곰바족의 역사는 그리오라고 부르는 전문 이야기꾼들이 전하는 구전으로 전해져 내려왔다. 다곰바족의 구전에 따르면 다그본 왕국의 역사는 토하지에(Tohazie; 붉은 사냥꾼)라는 영웅의 일대기에서부터 시작한다.
모시족과 다곰바족이 세운 나라들은 중세에 서아프리카 지역에서 위세를 떨쳤다. 이들은 12세기 초에 볼타강 일대의 분지 북부를 다스렸다. 15세기에는 오늘날의 말리 지역에 있었던 왕국들을 점령했다. 이들의 팽창은 15세기 말에 송가이 제국이 부흥하며 끝이 났다.
12세기부터 15세기 사이에 소닝케족 상인들이 이슬람교를 전파했고, 다곰바족의 문화는 이슬람교의 영향을 많이 받았다. 17세기에 나 장기나가 다스릴 때에는 이슬람교를 국교로 지정했고, 이슬람교는 빠르게 퍼져나갔다. 20세기 중반에 유수프 소알리흐 아주라가 펼친 개혁주의 운동으로 다곰바족 사회가 이슬람교를 크게 받아들였다.

## 사회
다곰바족은 부계 사회다. 다곰바족의 집은 특정한 순서에 따라 배치돼 있으며, 족장이나 남성 연장자의 집은 가운데에 위치한다. 다곰바족은 담바, 부굼 추구와 같은 축제 이외에 이슬람교의 축제도 기념한다. 다곰바족의 주요 거주지는 가나 북부주의 주도인 타말레다.
전통 왕국인 다그본 왕국의 지배자는 야나(Ya-Na)이며, 행정 수도는 북부주의 옌디에 있다. 야나의 어좌는 소의 가죽으로 만들어져 있다. 다그본 왕국은 영국령 골드코스트로 편입되기 전까지는 다른 나라에 종속된 적이 없었다.

## 같이 보기
- 모시족